# Antonio Bajamonti
Antonio Bajamonti (Split, 19. rujna 1822. – Split, 13. siječnja 1891.) bio je jedan od zaslužnijih gradonačelnika u razvoju grada Splita, po struci liječnik. Po političkoj pripadnosti bio je autonomaš i protivnik hrvatskog preporoda, ali je kao gradonačelnik bio zaslužan Splićanin.

## Životopis

### Djetinjstvo i obrazovanje
Otac mu je bio Splićanin Giuseppe Bajamonti, plemenita porijekla, a majka Elena Candido, Šibenka. U Splitu je završio gimnaziju, a potom u Padovi studij medicine. Diplomirao je 1849. godine. Iste godine oženio se Splićankom imenom Luigia Krussevich (Vjekoslava Krušević).
Nakon što je dvije godine radio kao liječnik u Sinju, odlučio se za političku karijeru. Zanimljivost je da je njegov prastric Julije Bajamonti, poznati liječnik, polihistor, skladatelj, i općenito jedan od najvećih sinova grada Splita .
Od roditelja nije naslijedio mnogo, ali mu je teta ostavila novca i palaču u Veneciji.

### Načelnik
Antonio Bajamonti je postao načelnik Splita 4. siječnja 1860. godine. U Splitu je već uživao popularnost Splićana gradnjom svoje palače na obali i kazališta.
Kao vođa autonomaša spriječio je, podržavan od bečke vlade, sjedinjenje Dalmacije s Hrvatskom i Slavonijom. Kad se javno deklarirao Talijanom, politički je propao, a narodnjaci su osvojili splitsku općinu. Pisao je na talijanskom jeziku, kao uostalom svi u to doba, uključujući i narodnjake, koji su čak svoj stranački list izdavali na talijanskom jeziku.
Da nije pridonio da se Split od zaostalog provincijskog gradića pretvori u maleni, ali europski grad, dr. Ante Bajamonti predstavljao bi tek jednog od stranačkih predvodnika i ideologa u burnom 19. stoljeću. Tako piše Duško Kečkemet u svojoj knjizi Ante Bajamonti i Split.
Zanimljivost je da je u gradske projekte ulagao i vlastiti, ne baš mali novac, pošto je bio vrlo bogat. Svojim novcem je podigao Teatro Bajmonti kapaciteta 1.300 gledatelja, svečano otvoreno 27. prosinca 1859. godine. U izgradnju vodovoda kojim je pitka voda dovedena s izvora rijeke Jadro u Split je uložio svojih 350.000 forinti. Ujedno je animirao svoje prijatelje, također imućne ljude, da ulože svoj kapital kroz neku formu dioničkog društva Associazione Dalmatica.
Otišao je s vlasti kao siromah, a njegova supruga je morala prodati obiteljski nakit kako bi ga mogla sahraniti. Njegovi sugrađani su mu u znak zahvalnosti za sve ono što je napravio priredili veličanstven posljednji ispraćaj, kada je u pogrebnoj povorci sudjelovao gotovo čitav grad. Pokopan je na groblju Sustipan. Nakon smrti Bajamontijeve supruge, kuća Bajamonti danas poznatija kao kuća Dešković je prodana na dražbi. Poslije drugog svjetskog rata njegovi su posmrtni ostaci preneseni na groblje Lovrinac na dio groblja na koji preneseni posmrtni ostaci i drugih splitskih gradonačelnika.
Čak su i Bajamontijevi suvremenici, ideološki i politički protivnici u žestokoj političkoj borbi s njime, isticali njegove neosporne zasluge za Split.
Dujam Mikačić, dugogodišnji tajnik pohrvaćene splitske općine i suradnik gradonačelnika Gaje Bulata, kaže u jubilarnom izdanju Narodnog lista, o pedesetoj obljetnici hrvatskog narodnog preporoda u Splitu 1912. godine sljedeće:
| „ | Postavši načelnikom Splita, dr. Bajamonti je označio sebi zadatkom, da seosku zapuštenost nekadanje carske Dioklecijanove rezidencije preobrazi u moderni gradski razvitak. Vjerovao je u budućnost svoga rodnog grada. Sagradio je na obali krasnu palaču, uljenu pretvorio u plinsku rasvjetu, ustrojio društvo za monumentalne građevine Associazione Dalmatica, potakao uređenje splitske luke, gradnju velikoga vanjskoga gata, obnovio gradske pločnike, počeo rušiti stare kuće, širiti i otvarati nove ulice, brinuti se za nasade i kanale, podizao za ona vremena velegradsko kazalište, ne zaboravljao ni crkve (sv. Petar, sv. Frano) i zamilovao privlačne osnove kano restauraciju rimskoga vodovoda, kojima je na juriš osvojio simpatije pučanstva, postao popularan pristajanjem inteligencije i fanatizmom mase. Obdaren višim umom, tople besjede i otmena ponašanja, jak imovinom i voljom, a okružen odanošću, koja je i teatralno znala podržati njegovu istinsku veličinu, Dr. Ante Bajamonti bijaše u pravom smislu rieči gospodar Splita. Čisto hrvatsko pučanstvo splitskih predgrađa zvalo ga je ćaćom, dičilo se njegovim kumstvom (koje je stotinama prihvatio zalazeći na pirovanja i druge prigode u težačke i bratske kuće), uznosilo ga je i ljubilo... I kad je Dr. Bajamonti zapeo da će nešto izvesti, moralo se je bez obzira napried, pa bilo po zraku, po vodi ili po bespuću. Tu je tajna njegovih znamenitih uspjeha, ali je tu i uzrok njegove tragične propasti. | ” |
|   | |   |

### Politički pad i iredentizam
Narodnjaci su dugo vodili borbu za grad Split, važno uporište autonomaške vlasti u Dalmaciji. Kako je Bajamonti s vremenom, zbog svoje protalijanske orijentacije koja je prestala biti povoljna austrijskoj vladi nakon rata 1866. godine, gubio podršku bečkih vlasti, pozicije narodnjaka u Dalmaciji postajale su sve jače. Prvo su osvojili većinu u Dalmatinskom saboru 1870. godine, da bi potom stali osvajati izbore u manjim općinama u Dalmaciji.
Tijekom 1870-ih, narodnjaci su zadobili kontrolu nad splitskim zaleđem, a onda su krenuli u borbu za osvajanje splitske općine.
Krajem ožujka 1880. objavljena je odluka bečke vlade po kojoj je u cijeloj Dalmaciji od iduće školske godine službeni jezik hrvatski (u školskoj godini 1877./1878., na primjer, u splitskoj gimnaziji i realci od 247 učenika njih 228 imalo je hrvatski kao materinski jezik, 17 talijanski, a 2 njemački). Radosna vijest pozdravljena je po čitavoj Dalmaciji pucanjem mužara i vijanjem narodnih trobojnica. Sutradan, Bajamontijevo stranačko, a ujedno i općinsko glasilo Avvenire, koje je izlazilo na talijanskom jeziku, donosi samo kratku vijest: Naše su srednje škole osuđene! S novom školskom godinom bit će pohrvaćene. Dva dana poslije (2. travnja) Avvenire prelazi u oštar i otrovan napad. Indignirano komentira žalosnu carsku odluku i poziva se čak na 22 (!) stoljeća latinske prisutnosti u Dalmaciji, na rimske spomenike, mletačke zidine itd. U istom broju Bajamontijevo glasilo po svom običaju drsko i vulgarno vrijeđa hrvatsku povijest. Izruguje se istraživanjima tada mlada arheologa i srednjoškolskoga profesora Frane Bulića. Kralja Zvonimira naziva okrunjenim neotesancem (bifolco coronato), a hrvatske vladare ušljivim kraljevima biogradskim (pidocchiosi re di Zaravecchia). Za autonomaše, međutim, kaže da imaju dobro utemeljeno porijeklo, nasljednu plemenitost rimskog imena, kao što je rimski i ambijent u kojemu žive. Narodnu čitaonicu naziva jazbinom (covile).

Uskoro Bajamontijevi Bersaljeri prelaze u krvave obračune, kako piše Frano Baras:
| „ | Kada je 4. travnja 1880. Narodna glazba praćena neprestanim i oduševljenim klicanjem velikog mnoštva obilazila grad svirajući narodne davorije, njihovi plaćenici i šesnaest općinskih redara nasrnu na nju kamenjem i batinama. Narodni list od 10. travnja objavljuje o tim događajima uvodnik pod naslovom Neredi u Splitu u kojemu među ostalim piše: Nije ovo po prvi put da se u Spljetu, pod upravom dr Bajamonta, događaju prizori, kojih nije viditi nigdje u našoj zemlji, i koji su na sramotu njemu i gradu. Autonomaško-iredentistički teror raste iz dana u dan. Grupa od četrdeset janjičara dogovara 6. travnja u krčmi Manola fizički napad na dr. Gaju Bulata, vođu Narodne stranke koji je imao otputovati u Beč. Istog popodneva petnaestorica terorista posjećuju Bajamontija, koji odobrava njihov plan i obećava im potporu gradskog redarstva. Plan ipak nije uspio jer je velika povorka narodnjaka otpratila Bulata i njegovu suprugu sve do parobroda u gradskoj luci. Istoga dana, 10. travnja, bijesni zbog osujećena napada, autonomaški plaćenici iskaljuju mržnju na osamljenom čuvaru Narodne čitaonice i prozorima zgrade. Poslije dva dana, 12. travnja, premlate namrtvo poštanskoga službenika Mitrovića. Poslijepodne 14. travnja nasrću na ravnatelja splitske realke Lovru Borčića dok je sa suprugom šetao put Poljuda. Narodni list komentira te događaje: Od 4. tek. mj. otkako se narodna stranka usudila glazbom proslaviti veliki događaj, svaki dan, kad zađe sunce, pošten građanin mora daje stook, da pazi straga, s boka da nebi koji lopov ‘iredentovac’ nanj nasrnuo i usmrtio ga. Splitski narodnjaci i većina građana unatoč svemu daju oduška svom oduševljenju. Organiziraju se masovni izleti u Vranjic i Solin uz pratnju Narodne glazbe. Na povratku u grad pjevaju narodne pjesme i vijore hrvatske trobojnice. Sve to smeta autonomašima, a njihovo glasilo, koje inače nazivaju domovinskim novinama (patrio giornale), piše da se time vrijeđa njihova ljubav prema vlastitom jeziku (talijanskom), poštovanje prema vlastitom porijeklu, čast vlastite prošlosti, jednom riječju građanski osjećaji i naglašava: Neka o svemu ovome povede računa c. k. policija! Zahtijevaju neka se zabrani održavanje večernje škole koju je za sinove siromašnih težaka besplatno vodio mladi učitelj Frano Bradić. A naročito neka se zabrani održavanje proslave koju hrvatska mafija (maffia croata) priprema u nedjelju 11. travnja u čast službenog nasilja nad Dalmacijom, kada će iz Kaštela doći rulja crvenokožaca (masnada di pelli-rosse). Ako c. k. policija ne poduzme mjere, neka se zna da će te večeri biti veoma vruće (fara assai caldo). Iduće nedjelje, 18. travnja, svečani sobet počeo je rano poslijepodne u Slavjanskom napredku. Pribivali su brojni uzvanici. Među njima načelnici općina Splitskog kotara, Mihovil Pavlinović, zastupnik, Juraj Biankini, urednik Narodnog lista. Govore su održali: dr. Ivan Mangjer, predsjednik Slavjanskog napredka Lovro Borčić, ravnatelj Realne gimnazije, dr. Cega, Petar Tartalja, pravnik Jurić. Navečer je priređena predstava, a zatim ples. Iste večeri došlo je do teškog incidenta u Velom varošu pokraj crkve Sv. Križa. Dvadesetak iredentovskih lopova dočekalo je četiri hrvatska varošana i žestoko ih napalo. Bilo je više ozlijeđenih, a jedan od Bajamontijevih plaćenika ostao je ležati smrtno ranjen. Narodni list je komentirao: Vjerujte da poštenom čovjeku mora da dogusti iznimno stanje u kojem se već od osamnaest godina nalazi ovo nesretno mjesto... – dakle otkako je Bajamonti bio izabran gradonačelnikom. | ” |
|   | |   |

Potkraj travnja 1880. Bajamonti određuje izaslanstvo koja će tobože u ime Splićana otići u Beč i zamoliti cara neka povuče svoju odluku o pohrvaćenju splitskih srednjih škola. Narodni list od 1. svibnja duhovito komentira: Općina je izabrala poslanstvo na cara da bi se uslišalo pravedne zahtjeve ovog ‘latinskog puka’ naime, mjesto da se pohrvate ovi srednji zavodi nek se polatine, ili poniemče, ako li ne, da se barem pomagjare, ili, za skrajnu nevolju, da se poturče; pošto je rečeno upraviteljstvo u svojoj puljiškoj mudrosti uvjereno da se mogu posli voditi i turski i kineski, da li ne hrvatski! U delegaciji su bili prof. Mussafia, svećenik Lubin, opat Pavišić i advokat Rossignoli. Od njih je samo jedan živio u Splitu, ostala trojica u Beču, Grazu i Trstu. Car nije udovoljio njihovoj intervenciji i školska godina 1880./81. počela je u prvom razredu s cjelokupnom nastavom na hrvatskom jeziku. Poslije neuspjela pohoda na Beč gradonačelnik Bajamonti pojedinačno je pozivao roditelje učenika i prijetio im tamnicom i globom ako ne zaniječu hrvatsko ime. Krilatica je bila Slaveni sutra, Hrvati – nikada!
Iskoristivši sukob vojske i bersaljera na narodnjačkoj proslavi uvođenja hrvatskog u škole 1880. godine, narodnjaci su isposlovali od Beča raspuštanje splitske Općine i počeli se organizirati za izbore.
Gajo Bulat, vođa splitskih narodnjaka, žestoko se suprotstavio bivšem načelniku Bajamontiju na Dalamatinskom saboru 1881. godine, optužujući ga za rasipanje gradskog novca, malverzacije i manjak dokumentacije o općinskim poslovima i projektima.
Izbori za splitsko općinsko vijeće održani su 17. – 22. srpnja 1882. godine rezultiravši pobjedom narodnjaka.
Nedugo poslije poraza Bajamonti je podnio ostavku i na položaj zastupnika u Dalmatinskom saboru i vidno razočaran, povukao se iz politike i javnog života.

## Građevinski pothvati
Sagradio je Monumentalnu česmu, poznatiju kao Bajamontijeva fontana, kao spomen dovođenju pitke vode u Split, a po gradu je postavio još tridesetak fontana. Godine 1947. fontana Bajamontuša je srušena nalogom nepoznatih naredbodavaca vlasti jugoslavenskih komunista.
Popis njegovih investicija u gradu je impozantan. Godine 1858. izgradio je palaču na obali, obnovio je Dioklecijanov akvadukt (3. st.) i doveo tekuću vodu u Split nakon tisuću i pol godina.
Prvi rezervoar obnovljena Dioklecijanova vodovoda Bajamonti je svečano otvorio 14. ožujka 1880., i to baš na rođendan talijanskoga kralja Umberta. Po njegovu naređenju grad je bio okićen talijanskim zastavama. Bersaljeri su u svečanim uniformama, pod oružjem, noseći talijanske zastave, izvodili vježbe na strelištu. Poslije su marširali gradom pjevajući teškom mukom naučene iredentističke pjesme. Tako se otvaranje splitskog vodovoda bilo pretvorilo u veliku protalijansku manifestaciju. O svemu tome pisao je čak i praški list Politik.
Izgradio je Prokurative koje su završavale zgradom kazališta Teatro Bajamonti (izgorjelo u požaru 1881. godine) čiji je kapacitet od 1 300 mjesta dvostruko veći od današnjeg splitskog HNK, potakao gradnju lukobrana đige, duge 467 metara, koja je još u funkciji brodskog prometa gradske luke, uljnu rasvjetu zamijenio plinskom na 200 ferala (1860.), otvorio prolaz od Peristila kroz Dioklecijanove podrume do Rive, obnovio fasadu crkve Sv. Frane na Obali i financirao početak gradnje Sv. Petra, tadašnje najveće splitske crkve, srušene u bombardiranju 1944. godine...
Otišao je s vlasti kao siromah, a njegova supruga je morala prodati obiteljski nakit kako bi ga mogla sahraniti. Njegovi sugrađani su mu u znak zahvalnosti za sve ono što je napravio priredili veličanstven posljednji ispraćaj, kada je u pogrebnoj povorci sudjelovao gotovo čitav grad. Pokopan je na groblju Sustipan. Nakon smrti Bajamontijeve supruge, kuća Bajamonti danas poznatija kao kuća Dešković je prodana na dražbi. Poslije drugog svjetskog rata njegovi su posmrtni ostaci preneseni na groblje Lovrinac na dio groblja na koji preneseni posmrtni ostaci i drugih splitskih gradonačelnika.
U Rimu postoji ulica Antonia Bajamontija, dok Bajamontijeva ulica u splitskom Getu nosi ime po njegovu prastricu Juliju (1744. – 1800.), zaslužnom Splićaninu svojeg vremena, liječniku, skladatelju i polihistoru.